# Angraecum pungens
Angraecum pungens är en orkidéart som beskrevs av Rudolf Schlechter. Angraecum pungens ingår i släktet Angraecum och familjen orkidéer. Inga underarter finns listade i Catalogue of Life.

## Bildgalleri

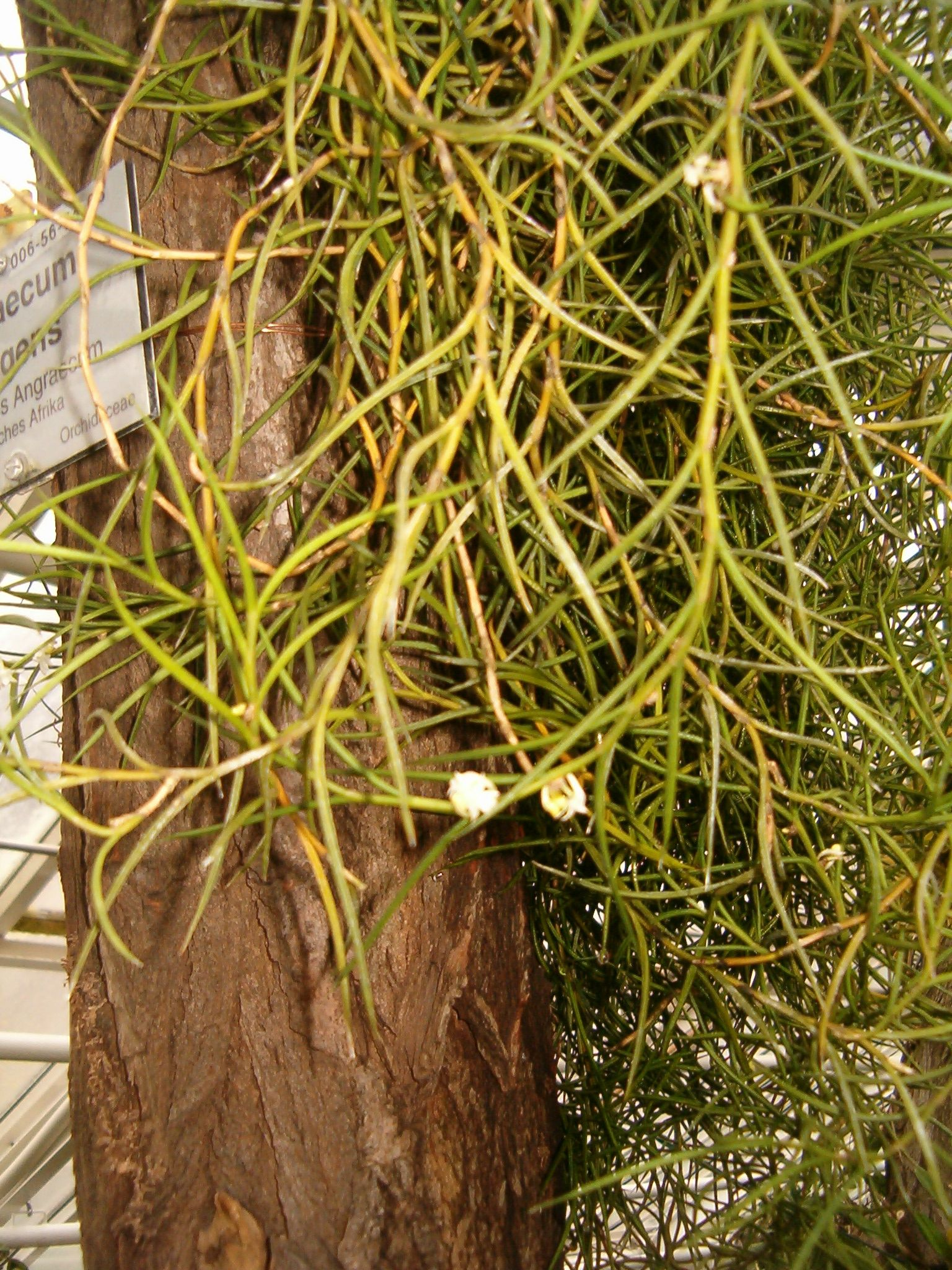
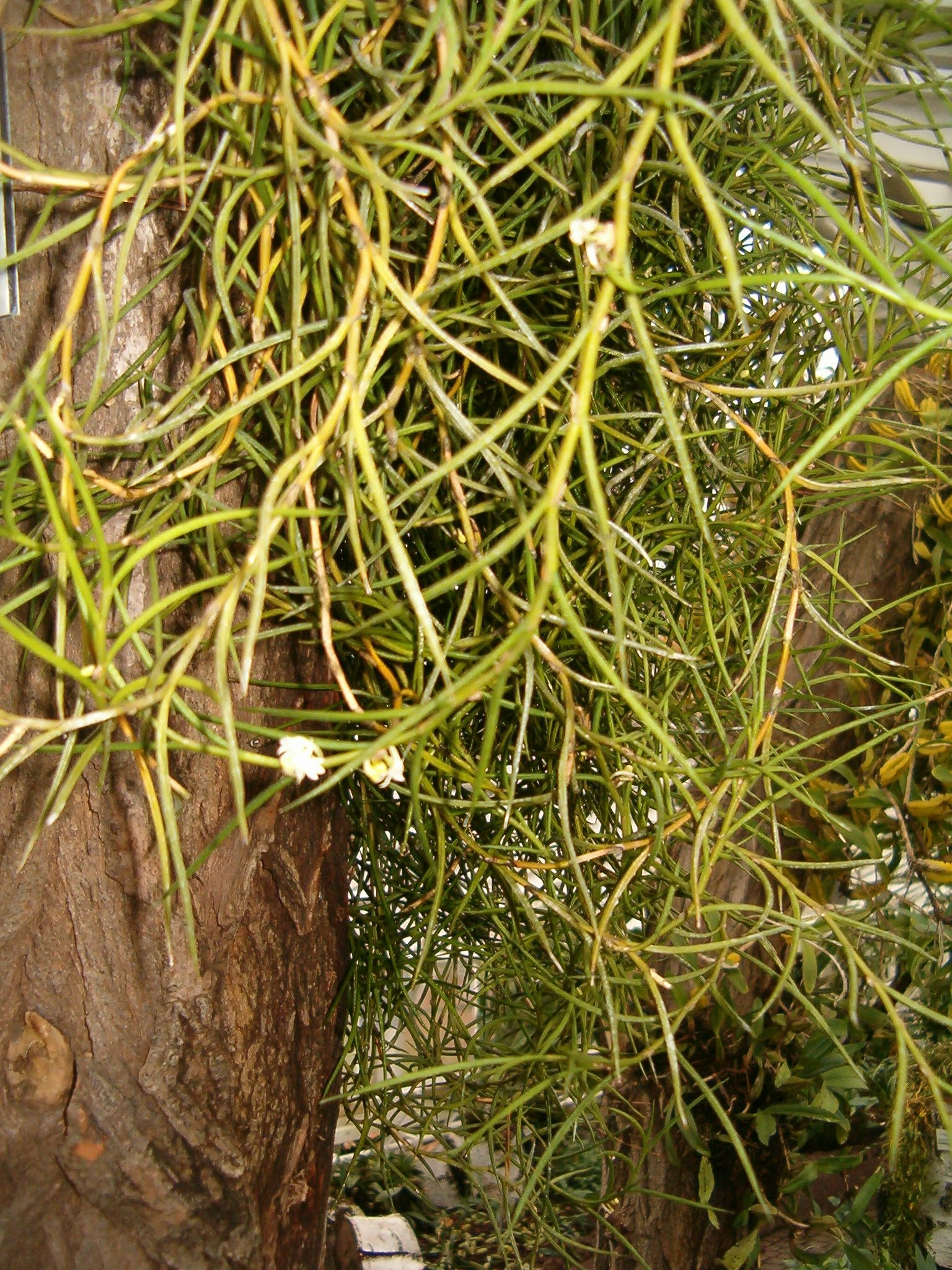